# Dehn-Chirurgie
In der Topologie, einem Teilgebiet der Mathematik, ist Dehn-Chirurgie ein auf Max Dehn zurückgehendes Verfahren zur Konstruktion 3-dimensionaler Mannigfaltigkeiten, indem aus der 3-dimensionalen Sphäre ein Knoten herausgebohrt und anders wieder eingeklebt wird.

Ein Knoten im 3-dimensionalen Raum.

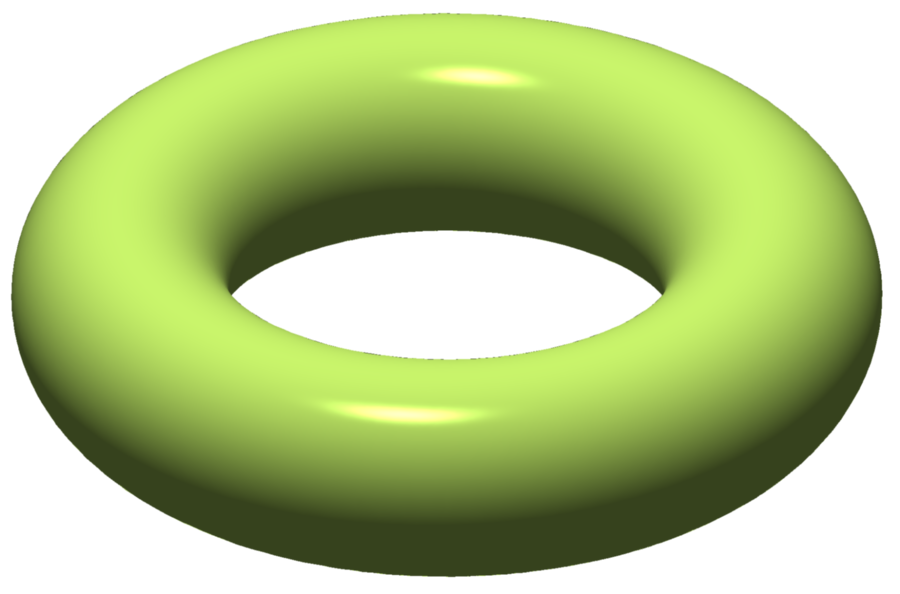
Ein Volltorus.

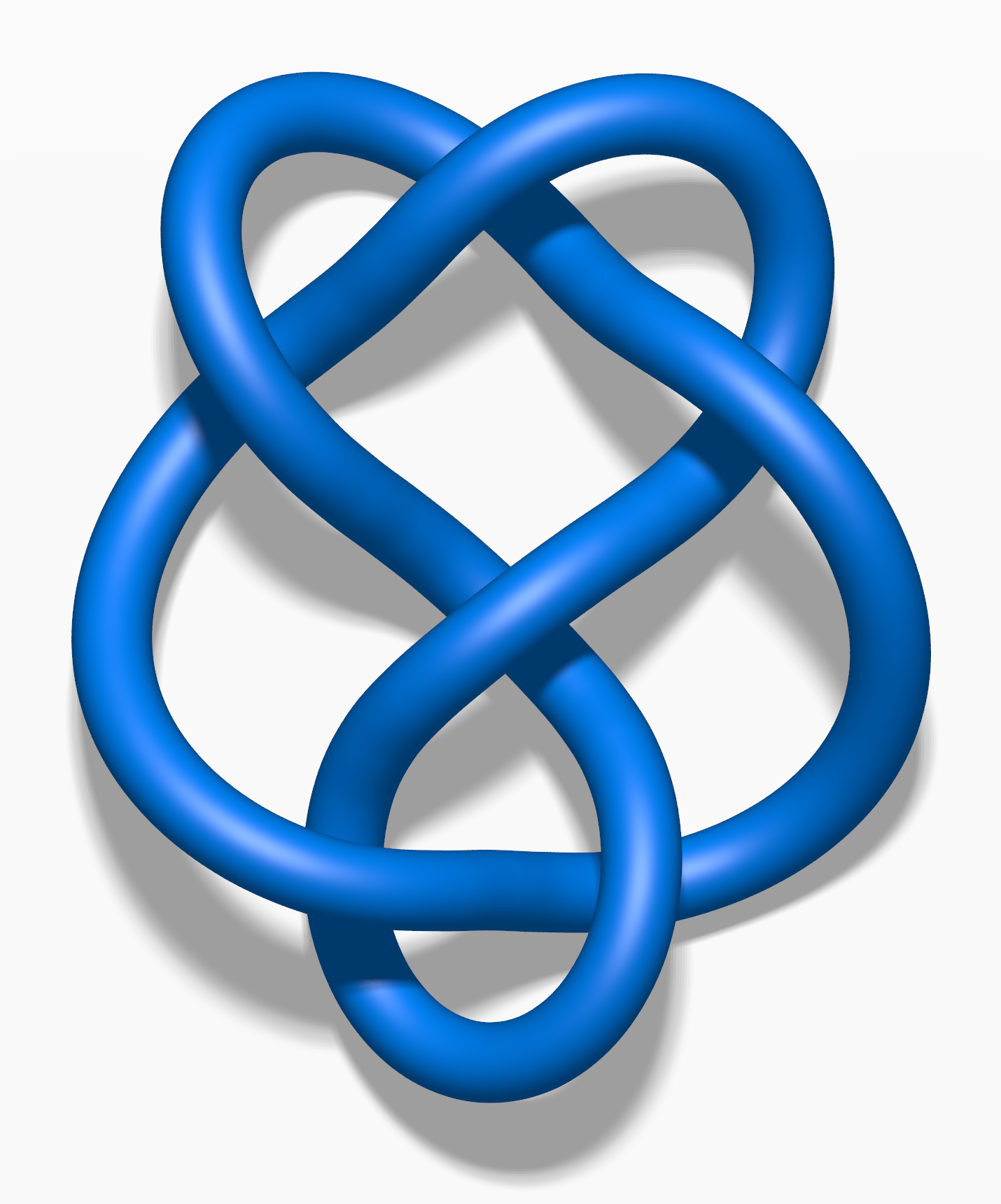
Die Umgebung eines Knotens ist ein verknoteter Volltorus.

## Anschauliche Beschreibung
Die 3-dimensionale Sphäre ist die durch Hinzufügen eines Punktes im Unendlichen aus dem 3-dimensionalen Raum entstehenden Sphäre, also kurz gesagt die Ein-Punkt-Kompaktifizierung des 3-dimensionalen Raums. Ein Knoten ist eine in die 3-dimensionale Sphäre eingebettete Kreislinie. Eine Umgebung dieses Knotens ist ein Volltorus, der Rand dieser Umgebung ist ein Torus. 
Durch Herausschneiden dieses Volltorus aus der 3-dimensionalen Sphäre erhält man eine 3-dimensionale Mannigfaltigkeit, deren Rand ein Torus ist. (Siehe Knotenkomplement.) 
Mittels einer Verklebeabbildung, die eine Selbstabbildung des Torus ist, kann man nun den Volltorus wieder an den Rand ankleben und erhält eine geschlossene 3-dimensionale Mannigfaltigkeit. 
Diese neue 3-Mannigfaltigkeit hat im Allgemeinen eine andere Topologie als die 3-Sphäre, nämlich genau dann wenn die Verklebeabbildung nicht homotop zur Identitätsabbildung ist.
Entsprechend kann man auch für in anderen 3-Mannigfaltigkeiten eingebettete Knoten eine Umgebung herausschneiden und anders wieder einkleben. Diese Prozedur wird als Dehn-Chirurgie bezeichnet.

## Mathematische Definition
Sei {\displaystyle M} eine 3-Mannigfaltigkeit und {\displaystyle t\colon \mathbb {D} ^{2}\times S^{1}\rightarrow M} eine Einbettung mit Bild {\displaystyle U}. Sei {\displaystyle ({\begin{array}{cc}a&b\\c&d\end{array}})\in SL(2,\mathbb {Z} )} eine ganzzahlige Matrix. Man hefte {\displaystyle S^{1}\times \mathbb {D} ^{2}} an {\displaystyle M\setminus U} an, indem man {\displaystyle (z,w)\in S^{1}\times S^{1}\subset S^{1}\times \mathbb {D} ^{2}} mit {\displaystyle t(z^{a}w^{b},z^{c}w^{d})} identifiziert.
Man kann zeigen, dass die so konstruierte Mannigfaltigkeit {\displaystyle M_{K}(-{\tfrac {b}{d}})} bis auf Homöomorphie nur vom Knoten {\displaystyle K=t(0\times S^{1})} und den Zahlen {\displaystyle b,d} (nicht von {\displaystyle a,c}) abhängt. Man bezeichnet {\displaystyle M_{K}(-{\tfrac {b}{d}})} als die durch Dehn-Chirurgie am Knoten {\displaystyle K} mit Koeffizienten {\displaystyle -{\tfrac {b}{d}}} erhaltene Mannigfaltigkeit.
Entsprechend kann man für eine Verschlingung (Link) {\displaystyle L=K_{1}\cup \ldots \cup K_{n}\subset M} eine Mannigfaltigkeit {\displaystyle M_{L}(-{\tfrac {b_{1}}{d_{1}}},\ldots ,{\tfrac {b_{n}}{d_{n}}})} durch Hintereinanderausführung (in beliebiger Reihenfolge) der Dehn-Chirurgien mit Koeffizienten {\displaystyle -{\tfrac {b_{i}}{d_{i}}}} an den Knoten {\displaystyle K_{i},i=1\ldots ,n} definieren.

## Konstruktion von 3-Mannigfaltigkeiten (Satz von Lickorish-Wallace)
Jede geschlossene, orientierbare, zusammenhängende 3-Mannigfaltigkeit kann durch Dehn-Chirurgie an einem Link {\displaystyle L\subset S^{3}} in der 3-Sphäre konstruiert werden. Man kann sogar erreichen, dass alle Komponenten von {\displaystyle L} unverknotet und dass alle Koeffizienten {\displaystyle -{\tfrac {b_{i}}{d_{i}}}=\pm 1} sind.

## Konstruktion hyperbolischer 3-Mannigfaltigkeiten (Satz von Thurston)
Wenn {\displaystyle M\setminus K} eine vollständige hyperbolische Metrik von endlichem Volumen trägt, dann sind fast alle durch Dehn-Chirurgie an {\displaystyle K} erzeugten Mannigfaltigkeiten ebenfalls hyperbolisch.
Für den Achterknoten gibt es 10 exzeptionelle (das heißt: nicht-hyperbolische) Dehn-Chirurgien. Lackenby und Meyerhoff haben bewiesen, dass für jeden Knoten die Anzahl exzeptioneller Dehn-Chirurgien höchstens 10 ist.

## Belege
1. ↑  tom Dieck, Tammo: Algebraic topology. EMS Textbooks in Mathematics. European Mathematical Society (EMS), Zürich, 2008. ISBN 978-3-03719-048-7
2. ↑  Wallace, Andrew H.: Modifications and cobounding manifolds. Canad. J. Math. 12 1960 503–528.
3. ↑  
Lickorish, W. B. R.: A representation of orientable combinatorial 3 -manifolds. Ann. of Math. (2) 76 1962 531–540.
4. ↑  Thurston, W.P.: The Geometry and Topology of Three-Manifolds (Memento vom 27. Juli 2020 im Internet Archive)
5. ↑  Lackenby, Marc; Meyerhoff, Robert: The maximal number of exceptional Dehn surgeries. Invent. Math. 191 (2013), no. 2, 341–382.